# Elbenia nigrosignata
Elbenia nigrosignata är en insektsart som beskrevs av Carl Stål 1876. Elbenia nigrosignata ingår i släktet Elbenia och familjen vårtbitare. Inga underarter finns listade i Catalogue of Life.